# Fromia monilis

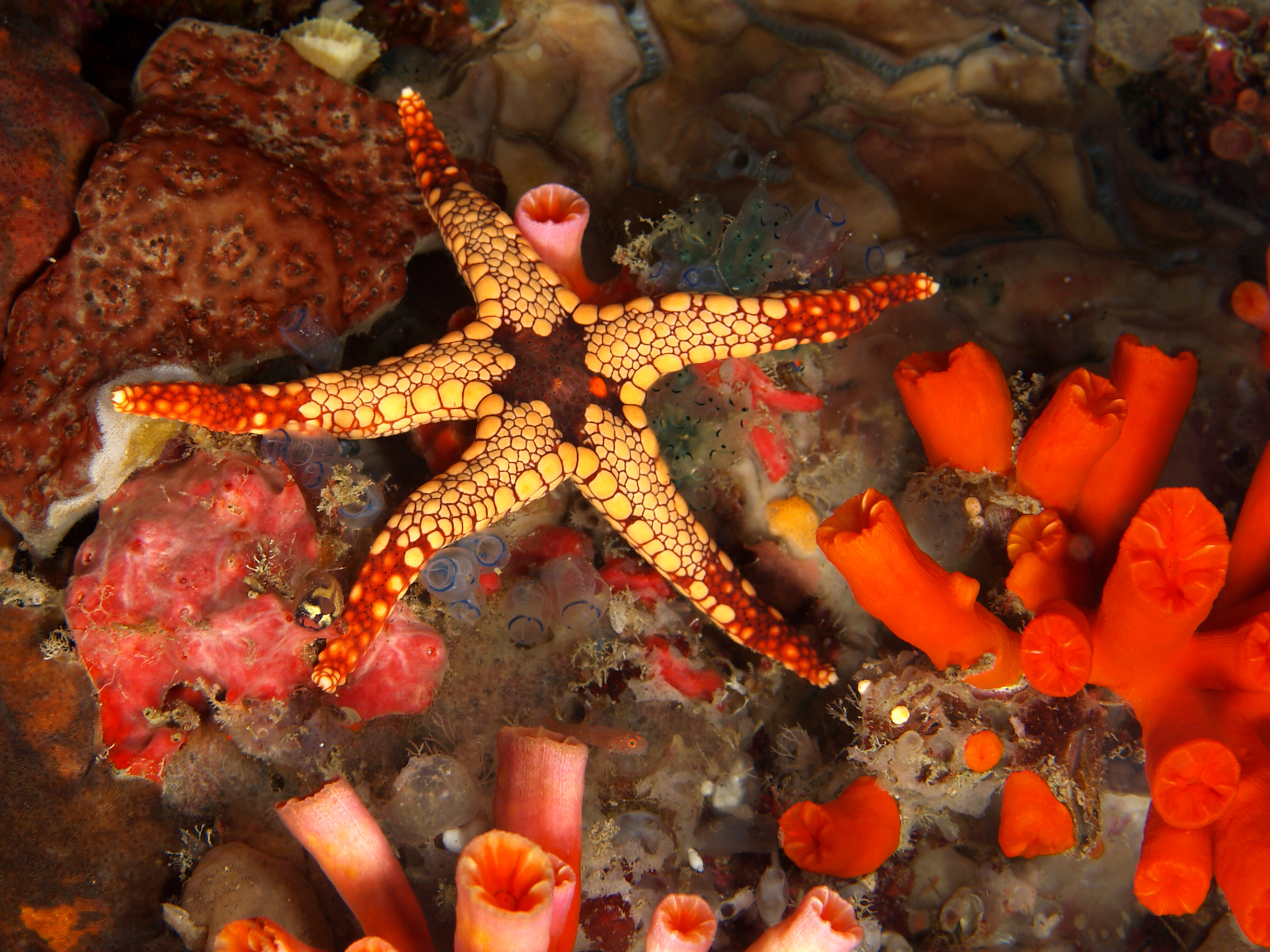
Fromia monilis

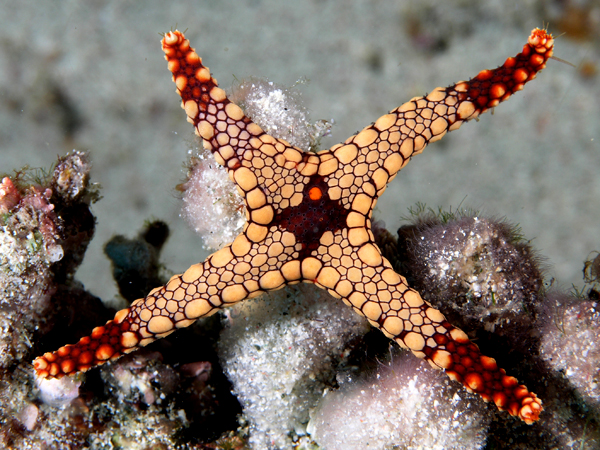
Fromia monilis

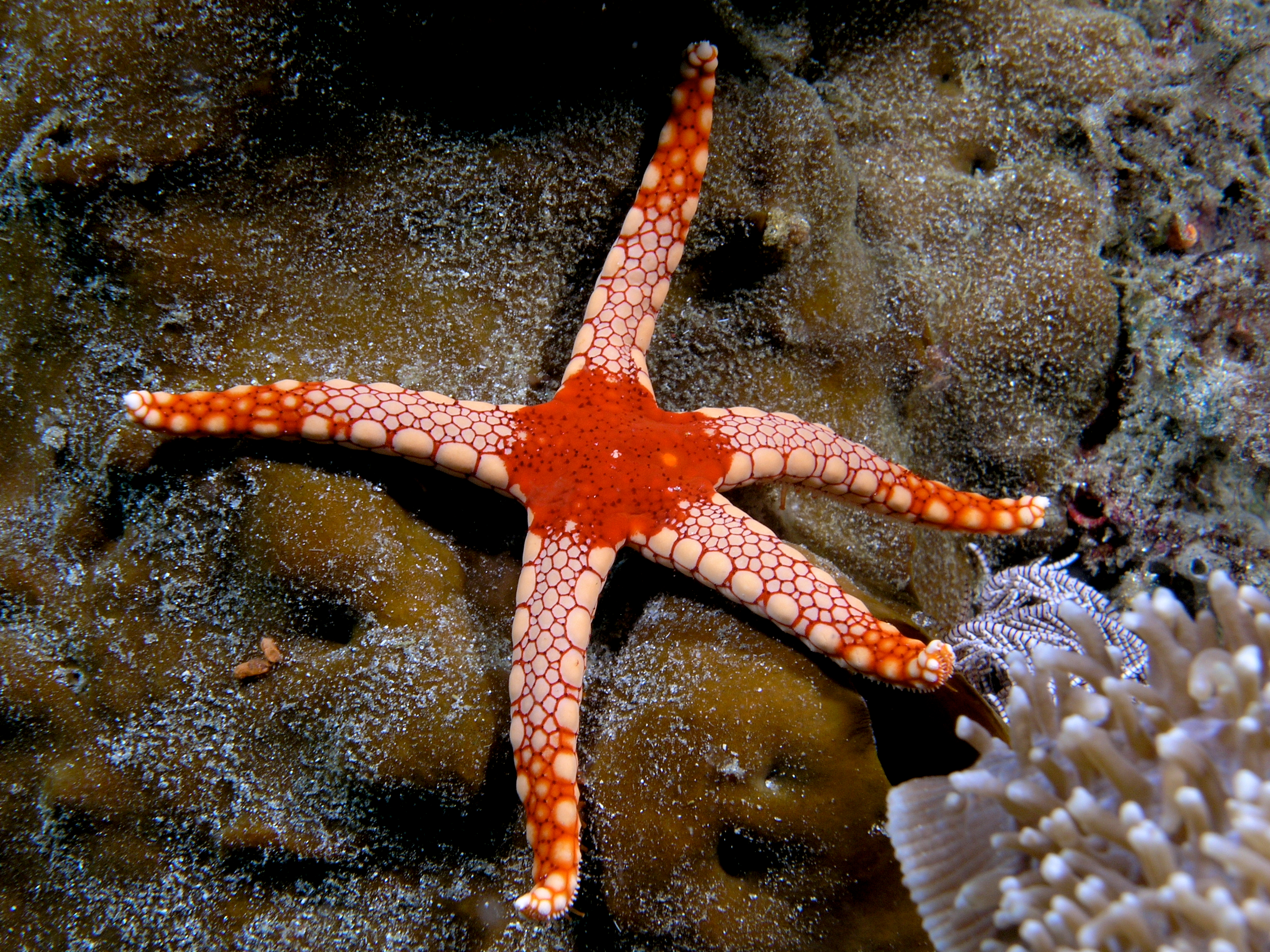
Fromia monilis

Fromia monilis és una espècie d'estrella de mar de l'ordre dels valvàtides, pròpia de l'oceà Indo-Pacífic, incloent-hi la mar Roja.

## Característiques
La seva mida oscil·la entre 7,5 y 10 cm, i a vegades a 30 cm. Té simetria pentaradial, el seu cos aplanat està format per un disc pentagonal amb cinc braços. Els seus colors van del roig al taronja en diferents tonalitats. Als seus braços tenen una espècie de "rajoles" de diferent grandària, de color crema a blanquinós blavós, depenent de l'exemplar. Tenen un disc roig central amb porus.
Tenen un esquelet intern calcari i un sistema ambulacral, que els serveix per a desplaçar-se, la captura d'aliments i la respiració. Aquest hidroesquelet pren aigua del mitjà extern i la pressió generada en el sistema intern de cavitats serveix per a moure els petits "peus", que ixen a fora entre les plaques esquelètiques. Aquests peus mòbils es denominen peus ambulacrals.
L'aparell digestiu consta, sobretot, d'una boca en posició ventral, un estómac que es pot evertir, fent que la superfície interior passe a ser exterior, i un intestí curt, recte, que acaba en un anus.
L'estómac està dividit en dos sectors: el cardíac i el pilòric. L'estómac cardíac pot revertir-se i expulsar-se cap a fora per possibilitar la digestió externa. L'estel de mar reverteix aquest sector de l'estómac, el projecta cap a l'exterior i l'introdueix en la presa (per exemple dins d'una clòtxina o caragol). La digestió extraintestinal dura unes 10 hores, i durant aquest temps aquesta porció de l'estómac roman fora de l'estel de mar i dins la seua presa.

## Hàbitat i distribució
Entre 0 i 40 metres de profunditat. En fons marins sorrencs i rocosos de llacunes protegides d'esculls.
Es distribueixen a l'oceà Indo-Pacífic, incloent la costa oriental d'Àfrica i la mar Roja.

## Alimentació
Com la majoria d'espècies d'aquesta família, s'alimenta de microoganismes i de fitoplàncton. Es diu que també són detritívores, però no està comprovat.

## Reproducció
Tot i que moltes en són hermafrodites i poden fresar tant òvuls com espermatozous, també poden tenir un curiós sistema de reproducció asexual. En aquest tipus de reproducció, l'estel de mar es pot regenerar totalment a partir d'un sol braç que per qualsevol raó s'haja escindit.

## Manteniment
Només es recomana que els adquirisquen experts. És particularment sensible a les variacions de densitat de l'aigua.